# Chiesa di Santa Maria Assunta (Portomaggiore)
La chiesa di Santa Maria Assunta è il principale luogo di culto e antica pieve patronale del comune italiano di Portomaggiore in provincia di Ferrara. Chiesa parrocchiale dal XII secolo, appartiene al vicariato di Argenta - Portomaggiore nell'arcidiocesi di Ravenna-Cervia. La prima pieve di Portomaggiore risale al X secolo, fu collegiata dal XIII secolo e, come quasi tutte le chiese del territorio, fu distrutta dai bombardamenti del 1945 poi ricostruita su progetto di Giuseppe Vaccaro.

## Storia
L'antica pieve di Portomaggiore viene citata già in antichi documenti del X secolo e da sempre appartiene alla diocesi di Ravenna. Altre citazioni risalgono al XIII secolo e attestano che era una collegiata con un proprio capitolo. Questa chiesa madre ebbe sempre dedicazione a Maria Assunta e la sua importanza crebbe nel corso del tempo sino ad arrivare nel XVIII secolo ad un capitolo formato da 13 sacerdoti. Durante le ultime fasi della seconda guerra mondiale venne completamente distrutta dai bombardamenti alleati, come quasi tutte le chiese nel territorio di Portomaggiore. Venne ricostruita nei primi anni del secondo dopoguerra del XX secolo su progetto di Giuseppe Vaccaro. Nel nuovo edificio vennero trasferite le poche opere d'arte storiche che si salvarono dal bombardamento del 13 aprile 1945. Al duomo di Portomaggiore hanno fatto o fanno riferimento varie opere e confraternite, come l'arciconfraternita dei sacchi, l'Azione Cattolica italiana, la confraternita del Santissimo Sacramento, la confraternita del Santissimo Suffragio, la confraternita della Beata Vergine Addolorata, l'opera pia del purgatorio, la pia unione della Beata Vergine del fulmine e la pia unione della Beata Vergine dell'olmo.

## Descrizione

### Esterni
La chiesa si trova al centro dell'abitato di Portomaggiore in provincia di Ferrara e l'edificio recente è una costruzione moderna con facciata rettangolare caratterizzata da bande orizzontali di due colori, dal portale architravato con due medaglioni ai lati e con due statue di bronzo che raffigurano  Sant'Apollinare Vescovo e San Carlo Borromeo. La torre campanaria si alza in posizione arretrata sulla destra.

### Interni
Nell'ampia sala sono conservate le poche opere d'arte che è stato possibile recuperare dalla storica collegiata come la statua in terracotta policroma di scuola emiliana risalente al XV secolo e raffigurante il Cristo sofferente. Sull'altare di destra, con dedicazione all'Addolorata, si trova la pala raffigurante la Deposizione, sempre di scuola emiliana e risalente al XVII secolo. Nella sala è presente l'importante nuovo organo a canne realizzato dalla Fabbrica Organi Ruffatti di Padova.